# La catira
La catira es una novela del escritor español Camilo José Cela publicada en 1955. La obra fue comisionada por el dictador venezolano Marcos Pérez Jiménez y originalmente estaba planeada como la primera de una serie de cinco o seis novelas propagandísticas, Historias de Venezuela, a favor de la dictadura.
Según el testimonio de su hijo en su biografía Cela, mi padre, Cela cobró tres millones de pesetas por la obra, una suma bastante alta para la época. El encargo formó parte de una iniciativa diplomática para promocionar el perezjimenismo y sus programas de inmigración en el exterior,  en un momento en el que habían 160 000 españoles instalados en Venezuela, al igual que promover culturalmente el franquismo.La novela fue un fracaso y fue criticado tanto por los opositores como los partidarios de Pérez Jiménez, desde los intelectuales exiliados hasta los nacionalistas. La recepción obligó a Pérez Jiménez a cancelar el acuerdo con el escritor.